# Druhý
Druhý, nebo Jiný, je významným konceptem ve společenských vědách, zejména ve filozofii, sociologii a psychologii. S tímto pojmem pracovali například významní filozofové jako John Stuart Mill, G. W. F. Hegel či Jean-Paul Sartre. K porozumění konceptu Druhého v psychologii významně přispěl psychoanalytik Jacques Lacan. Podle koncepce G. H. Meada se pojem používá při vysvětlení procesu socializace jako interakce mezi pojmy Já (Self) a ti Druzí/Jiní (Other). Vzájemné interakce mezi jedincem a okolím pak formují naší osobnost – lidé vytvářejí povědomí o sobě samých právě podle toho, jak na ně nahlížejí tito Druzí, jak je tito Druzí vnímají, a také jak oni sami vnímají a jak nahlížejí na tyto Druhé. Rozlišuje se pojem takzvaných významných Druhých (the Significant Other), mezi které řadíme nejvýznamnější osoby, podle kterých lidé formují svou osobnost již od raného dětství – rodiče, sourozenci, vrstevníci, učitelé a podobně –, a generalizovaných Druhých – zde nastupuje očekávání konkrétních vzorců chování od konkrétních sociálních rolí.
Od pojmu Jiný (Druhý) odvozujeme Jinakost – odlišení od sociálních norem a rolí. Člověk, který se takto odliší a stane se Jiným, pak bývá pro svou jinakost ze společnosti vyloučen. Toto vyloučení ovšem nemusí postihovat pouze jedince. Na základě Jinakosti jsou na okraj společnosti umisťováni celé skupiny lidí, ať už na základě etnicity, náboženství, či jiných charakteristik.

## Kontext

### Psychoanalýza
V rámci psychoanalýzy rozšířil termín Druhý Jacques Lacan (1901-1981). V lacanovské teorii neexistuje pouze jeden Druhý, ale rozlišuje se jich více. Chápání termínu se měnilo v průběhu Lacanova života. Když termín začal ve 30. letech 20. století používat, byl míněn jako označení pro ostatní lidi mimo jedince a jeho Já. Později začal rozlišovat malého druhého, označeného písmenem a, a velkého Druhého, označeného velkým písmenem A.
Malý druhý se vztahuje ke stadiu zrcadla, které Jacques Lacan představil ve svém textu Stadium zrcadla jako to, co formuje funkci Já. Ve věku šesti měsíců je jedinec schopný rozpoznat svůj odraz v zrcadle a reagovat na něj. Skrz identifikaci se zrcadlovým obrazem jedinec začne vnímat celistvost svého těla. Za pomoci této zkušenosti se naučí efektivněji a koordinovaněji ovládat své motorické dovednosti. Zrcadlový obraz Jacques Lacan označil jako malého druhého, protože dítě se skrz pohled na svůj zrcadlový obraz identifikuje se svým tělem, ale interpretuje to jako pohled na druhou lidskou bytost – druhé dítě. Odlišnost obrazu od pozorovatele je minimální, přesto je však obraz vnímán jako nacházející se ve vnějším světě mimo samotného pozorovatele.
Velký Druhý je provázán se symbolickým řádem, jazykovou strukturou a strukturou nevědomí. Jacques Lacan definoval Druhého jako místo, ve kterém se vyskytuje řetězec různých kombinací signifikantů, které rozhodují o výskytu subjektu. Subjekt a Druhý jsou tedy provázáni takovým způsobem, že subjekt nedisponuje vlastním vědomím sám o sobě a chápe sebe pouze skrze Druhého. Existence Druhého předchází existenci subjektu, a i živoucí bytost se stává subjektem, teprve když se v rámci Druhého objeví vhodný signifikant. Druhý je tím pádem jiným a unikátním subjektem, ale též způsobem, jak subjekt nahlíží sám na sebe.
Důležitější než chápání Druhého ve smyslu odlišného subjektu je jeho chápání jakožto místa, kde se konstituuje jazyk a mluva. Tvrzením, že mluva a jazyk pochází z Druhého, je Lacan umístil do místa mimo subjekt a Ego, tudíž mimo vědomou kontrolu. Z této úvahy pochází Lacanovo tvrzení „nevědomí je diskurzem Druhého.“